# Triumph Tiger Daytona
Ne doit pas être confondu avec la Triumph Daytona.
La Triumph Tiger Daytona est une moto fabriquée par Triumph de 1967 à 1974.

## Développement

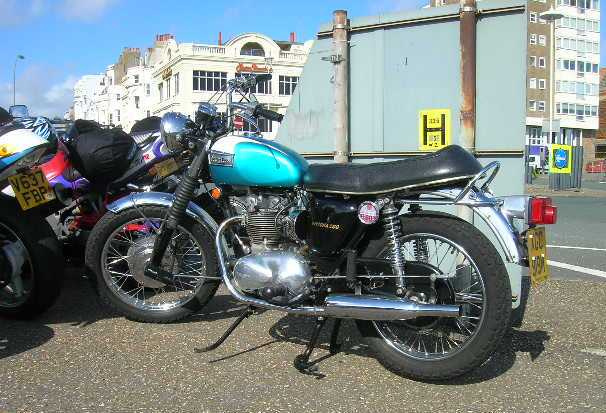
Triumph T100R Daytona 500 cm3 1973 avec des suspension arrière de rechange

Le nom "Daytona" a pour origine la victoire du pilote américain Buddy Elmore à la course Daytona 200 de 1966, qui se déroula sur le circuit international de Daytona Beach en Floride. Il a atteint une vitesse moyenne de (155,46 km/h) sur un «modèle spécial» Triumph Tiger 100.
La Triumph Tiger 100 Daytona (T100T) 500 cm3 fut développée par le chef mécanicien et concepteur Triumph Doug Hele, et fut lancé en tant que moto de production l’année suivante. Basée sur la configuration mise au point pour les courses de Daytona de 1966, la T100T était équipé d’une nouvelle culasse et de carburateurs doubles Amal Monobloc. Dans la culasse, l'angle des soupapes fut réduit de deux degrés et la taille de la soupape d'admission a été augmentée à la suite des tests; les soupapes des moteurs d’essai avaient une tendance à se heurter pendant la période de chevauchement.
Dérivé de la conception bicylindre originale d'Edward Turner et du développement de la Triumph Tiger, la «Daytona» sacrifiait la traction à basse vitesse pour un saut de puissance prononcé à 3500 tr/min qui lui permit de concurrencer des conceptions avancées de constructeurs japonais tels que Honda. Parallèlement à la diminution de la flexibilité du moteur, l'augmentation de la puissance a également réduit la durée de vie du train de soupapes, entraînant une consommation importante d'huile.
Gary Nixon remporta la course Daytona 200 de 1967 sur la nouvelle Triumph Daytona.
En 1969, la bague principale du côté distribution fut remplacée par une bague à roulement à billes et un galet du côté entraînement, ce qui contribua à améliorer la longévité du moteur . Lors du Grand Prix moto de Belgique 1969 sur le circuit de Spa-Francorchamps dans les Ardennes, le testeur usine de Triumph, Percy Tait, devança le champion du monde Giacomo Agostini pendant trois tours et termina deuxième à une vitesse moyenne de 187 km/h  sur la Daytona .
Les modèles plus tardifs de Daytona furent encore améliorés avec des cames spéciales à profil de course E3134 pour les admissions et échappements, des guides de soupapes renforcés et des bielles performance . Alors que les Triumph 650 Bonneville et les nouveaux modèles 650 Tiger recevaient un nouveau cadre contenant l'huile et changeaient radicalement leur géométrie en 1971, les Daytona conservaient le cadre traditionnel unit de l'époque,sa hauteur et l'assise des modèles précédents . Le dernier modèle Daytona, le T100D, était équipé d'un frein à disque avant, mais seulement 14 exemplaires furent construits avant la fermeture des usines Meriden en février 1974 et le conflit de sit-in qui dura 18 mois à la suite duquel les modèles Daytona furent abandonnés .

## Triumph Daytona prototype600cm3

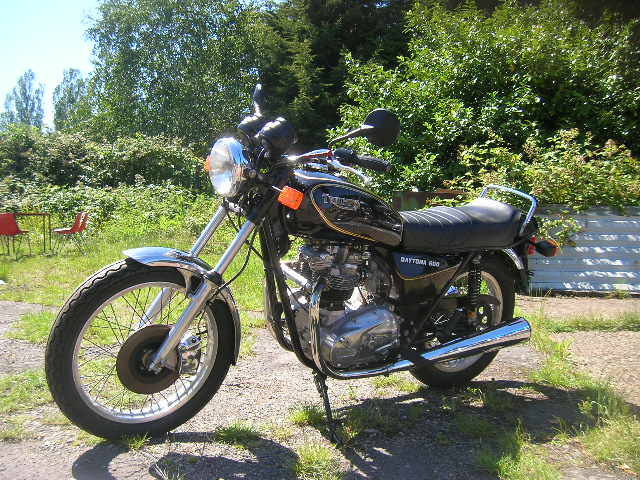
Prototype 600 cm3 Daytona 1983 au London Motorcycle Museum

Une Triumph Daytona 600 de 600 cm3 fut fabriquée en 1983 par Triumph Motorcycles dans son usine de Meriden. C’était une version avec un alésage réduit et à double carburateur du 650 cm3 de la Triumph TR65 Thunderbird avec un taux de compression de 8,5: 1. Elle fut cependant présentée au salon de la moto de 1983 au Centre national des expositions comme un nouveau modèle pour la gamme 1984 (non produit). Unique pour les modèles de série de cette année, elle était dotée de repose-pieds à l'arrière et d'une coque arrière en plastique sur le garde-boue arrière chromé de la Triumph T140 TSX. Bien que dotée d’un frein à disque avant, elle conservait le frein arrière à tambour de la TR65 Thunderbird ,. Avec une vitesse de pointe revendiquée supérieure à 100 mi/h (160 km/h), Meriden déclara que le marché cible était les pilotes nouvellement qualifiés pour lesquels le coût de l'assurance rendait leurs motos de 650 et 750 cm3 excessivement chères . Deux prototypes furent réalisés, une version avec démarrage électrique, l’autre avec un démarrage au kick pour les tests. Ce dernier exemplaire, le seul qui resta après la fermeture définitive de l’usine Meriden en 1983, est exposé au London Motorcycle Museum . 